# 우라가정
우라가정(일본어: 浦賀町)은 일본 가나가와현 미우라군에 존재했던 정이다. 

## 지리
가나가와현 미우라군 동부에 있던 정이다. 현재의 요코스카시 동부에 해당한다.

## 역사
- 1889년 4월 1일 - 정촌제 시행에 의해 미우라군 우라가정이 성립하였다.
- 1943년 4월 1일 - 요코스카시에 편입해, 동일 우라가정은 폐지되었다.

## 교통

### 철도
- 쇼난 전기철도 (현 게이힌 급행 전철)

게이큐 쿠리하마선 신오쓰역은 미개통.

## 참고 문헌
- 角川日本地名大辞典編纂委員会,『角川日本地名大辞典 神奈川県』1984, 角川書店